# Bilderlexikon der Erotik
Das Bilderlexikon der Erotik ist ein von dem Wiener Institut für Sexualforschung herausgegebenes Lexikon der Erotik und der menschlichen Sexualität, das von 1928 bis 1931 im Wiener Verlag für Kulturforschung von Leo Schidrowitz in vier Bänden erschienen ist. Das Werk umfasst rund 4000 Artikel. Mehr als 70 Wissenschaftler, zumeist deutsche und österreichische, waren an der Abfassung beteiligt, darunter Ärzte und Biologen, Kriminalisten und Juristen, Kunst- und Kulturwissenschaftler, Historiker und Philologen. Der Inhalt wurde durch über 6000 Bilddokumente illustriert.
Aufgabe des Werkes war „gleichzeitig Bildungsbehelf, wissenschaftliches Nachschlagewerk und als Fachpublikation auf einem bedeutungsvollen Gebiet moderner wissenschaftlicher Forschung, Ergänzung zu den allgemeinen Konversations-Lexiken zu sein“, und darüber hinaus den „ideellen Zweck erfüllen, die Seriosität und wissenschaftliche Bedeutung sexualkundlicher Forschung und Erkenntnisse zu erweisen und zu bekräften.“
Die Bände des Lexikons sind thematisch gegliedert. Sie enthalten:
- Band Kulturgeschichte: Beschreibt die Sitten und Gebräuche im Sexualleben der Völker. Dazu gehören Sexualpraktiken, Aphrodisiaka und Rauschmittel, Empfängnisverhütung und Abtreibung, Schmuck und Reizmittel, Rituale, religiöse und gesetzliche Vorschriften.
- Band Literatur und Kunst: Bibliographisch-biografisches Handbuch mit Artikeln über (auch entlegene oder vergessene) Werke der erotischen Literatur und Kunst und deren Urheber.
- Band Sexualwissenschaft: Nachschlagewerk für alle relevanten medizinischen, juristischen und soziologischen Probleme entsprechend dem damaligen Forschungsstand.
- Ergänzungsband: Enthält Nachträge und zusätzliche Abbildungen zu allen Bereichen des Lexikons.

Nach der Machtergreifung der Nationalsozialisten 1933 musste der Verlag seine Arbeit einstellen. Manche der Autoren des Bilderlexikons schlossen sich der NS-Bewegung an, andere sahen sich Repressalien ausgesetzt. Die jüdischen Autoren wurden ins Exil gezwungen oder ermordet.
1999 unternahm der Verlag Directmedia Publishing eine digitale Neuausgabe des Werke auf CD-ROM, die als Band 19 in der Digitale Bibliothek erschien.

## Mitarbeiter
Die folgende Tabelle führt die Mitarbeiter mit ihren Autorenkürzeln auf.
| Kürzel      | Autor                                                                                           |
| ----------- | ----------------------------------------------------------------------------------------------- |
| A.          | Dr. Ludwig Altmann, Präsident des Landesgerichtes a. D., Wien                                   |
| B.          | Max Bauer, Schriftsteller, Berlin                                                               |
| Bau.        | Medizinalrat Dr. Bernhard A. Bauer, Wien                                                        |
| Bi.         | Dr. Josef Bindtner, Schriftsteller, Wien                                                        |
| Bn.         | Dr. med. et phil. Georg Buschan, Wien bzw. Stettin                                              |
| Bö.         | Franz Böhmer, Schriftsteller, Berlin                                                            |
| Bo.         | Oberlandesgerichtsrat Dr. jur. et phil. Rudolf Bovensiepen, Kiel                                |
| Br.         | Rudolf Brettschneider, Schriftsteller, Wien                                                     |
| Bu.         | Eberhard Buchner, Berlin                                                                        |
| D.          | Dr. Fritz Dehnow, Rechtsanwalt, Hamburg                                                         |
| Dr.         | Polizeiarzt Dr. Heinz Dreuw, Berlin                                                             |
| Dry.        | Dr. med. Charles Drysdale, London                                                               |
| E.          | Dr. Paul Englisch, Schriftsteller, Berlin                                                       |
| E. B.       | Dr. med. Ernst Bien, Wien                                                                       |
| F.          | Privatdozent Dr. med. Josef Friedjung, Wien                                                     |
| Fb.         | Hans Friedeberger, Kunstschriftsteller, Berlin                                                  |
| Fr.         | Prof. Dr. Paul Fürbringer, Geh. Medizinalrat, Berlin                                            |
| F. S.       | Dr. F. Schwartz, Schriftsteller, Zürich-Hottingen                                               |
| G.          | Gustav Gugitz, Kultur- und Literarhistoriker, Wien                                              |
| Go.         | Ludwig Goldscheider, Schriftsteller, Wien                                                       |
| H.          | Dr. Norman Haire, London                                                                        |
| Hch.        | Dr. med. Alexander Hartwich, London                                                             |
| He.         | Prof. Dr. Julius Heller, Berlin                                                                 |
| Hg.         | Dr. jur. Albert Hellwig, Landgerichtsdirektor, Potsdam                                          |
| Hi.         | Dr. med. Max Hirsch, Herausgeber des Archivs für Frauenkunde und Konstitutionsforschung, Berlin |
| Ho.         | Dr. med. Max Hodann, Stadtarzt, Berlin                                                          |
| K.          | Adolf Kretz, Kustos am Institut für Sexualforschung, Wien                                       |
| Ka.         | Dr. med. Karl Kautsky, Wien                                                                     |
| Kl.         | Hofrat Dr. Anton Klima, Wien                                                                    |
| Ku.         | Reg.-Rat Dr. Ernst Kundt, Berlin                                                                |
| L.          | Dr. Heinrich Leporini, Kustos an der »Albertina«, Wien                                          |
| Le.         | Sanitätsrat Dr. Friedrich Leppmann, Berlin                                                      |
| Li.         | Prof. Dr. Hans Licht, Schneeberg i. Sa.                                                         |
| Ln.         | Prof. Dr. Wilhelm Liepmann, Direktor des deutschen Instituts für Frauenkunde, Berlin            |
| M.          | Prof. Dr. Wolfgang Mittermaier, Geh. Justizrat, Gießen                                          |
| Mo.         | Curt Moreck, Schriftsteller, Berlin                                                             |
| Mu.         | Regierungsrat Dr. Rudolf Muck, Polizeipräsident a. D., Wien                                     |
| N.          | Walter Neurath, Kunstschriftsteller, Wien                                                       |
| Ne.         | Kriminalrat Dr. Friedrich Neumann, Wien                                                         |
| O. R.       | Dr. med. Meta Oelze-Rheinboldt, Leipzig                                                         |
| O.          | Prof. Dr. med. et phil. Walter Oelze, Leipzig                                                   |
| P.          | Hofrat Anton M. Pachinger, München                                                              |
| P. u. M. K. | Dr. phil. Paul Krische und Maria Krische, Berlin                                                |
| R.          | Hermann Reuther, Direktor der städtischen Sammlungen, Wien                                      |
| Re.         | Dr. med. Wilhelm Reich, Wien                                                                    |
| Rl.         | Dr. Max Rosenthal, Justizrat, Breslau                                                           |
| Rn.         | Max Roden, Kunstschriftsteller, Wien                                                            |
| Ro.         | Dr. Hermann Rohleder, Dozent, Leipzig                                                           |
| Rott.       | Arthur Rottmann, Wien                                                                           |
| Rth.        | Hermann Reuther, Direktor der städtischen Sammlungen, Wien                                      |
| S.          | Dr. med. Oskar F. Scheuer, Chefarzt am Institut für Sexualforschung in Wien                     |
| Sch.        | Leo Schidrowitz, Vorstand des Instituts für Sexualforschung in Wien                             |
| Schn.       | Willy Schindler, Schriftsteller, Berlin                                                         |
| Sd.         | Dr. Ewald Schild, Dozent, Wien                                                                  |
| S. K.       | Prof. Sattar Kheiri, M.A., Aligar, Indien                                                       |
| Sl.         | Dr. med. Wilhelm Stekel, Wien                                                                   |
| Sr.         | Adolf Schmieger, Schriftsteller, Wien                                                           |
| St. F.      | Prof. Dr. Fritz Straßmann, Geh. Medizinalrat, Berlin                                            |
| St. G.      | Prof. Dr. Georg Straßmann, Medizinalrat, Breslau                                                |
| Str.        | Prof. Dr. Ernst Sträußler, Hofrat, Wien                                                         |
| Sx.         | Paul Walter Styx, Schriftsteller und Graphiker, Wien                                            |
| T.          | Dr. Emil Tuchmann, Schriftsteller, Berlin                                                       |
| Tö.         | Prof. Dr. Heinrich Többen, Münster i. W.                                                        |
| U.          | Dr. Arthur Johannes Unger, Literarhistoriker, Wien                                              |
| V.          | Dr. H. Vorwahl, Studienrat, Harburg-E.                                                          |
| W.          | Dr. med. W. Weimann, Oberassistent am Institut für gerichtliche Medizin, Berlin                 |
| Wo.         | Dozent Dr. med. et phil. Paul Wolff, Schriftleiter der deutschen medizinischen Wochenschrift    |
| Wu.         | Dr. Erich Wulffen, Ministerialdirektor a. D., Dresden                                           |
| Z.          | Kriminalrat Albert Zimmermann                                                                   |
| Ze.         | Prof. Dr. Ernst Ziemke, Kiel                                                                    |

## Ausgaben
- Bilderlexikon der Erotik. Herausgegeben vom Institut für Sexualforschung in Wien. Verlag für Kulturforschung, Wien/Leipzig 1928–1931.
  - Band 1: Kulturgeschichte: Ein Nachschlagewerk für die Begriffe und Erscheinungen auf den Gebieten der Kulturgeschichte, Sittengeschichte, Folklore, Ethnographie, des Kult- und Mysterienwesens, Gesellschaftslebens, der Chronique scandaleuse, für Zeitdokumente und Biographien ; Ein Sammelwerk sittengeschichtlicher Bilddokumente aller Völker und Zeiten. 1928.
  - Band 2: Literatur und Kunst: Ein bibliographisches Nachschlagewerk, eine Kunst- und Literaturgeschichte für die Gebiete der erotischen Belletristik, der galanten, skandalösen und sotadischen Literaturen, der Facetien, folkloristischen und skatologischen Curiosa von der Antike bis zur Gegenwart ; Ein Sammelwerk der sexuell betonten Produktion aller Völker und Zeiten auf den Gebieten der bildenden Kunst. 1929.
  - Band 3: Sexualwissenschaft: Ein Nachschlagewerk für alle Gebiete medizinischer, juridischer und soziologischer Sexualforschung ; Begriffswelt und Erscheinungsbesonderheiten im Rahmen der Sexualpathologie, Psychologie, Psychiatrie, Sexualanatomie, Physiologie, Biologie, Hygiene, Kriminalistik und forensischen Medizin, Gynaekologie, Sexualpädagogik und Sexualsoziologie ; Ein Sammelwerk sexuologisch bedeutsamer Bilddokumente und illustrativer Belege zu den Themenkreisen exakter Sexualwissenschaft. 1930.
  - Band 4: Ergänzungsband. 1931.
- DVD-ROM-Ausgabe: Bilderlexikon der Erotik, Universallexikon der Sittengeschichte, und Sexualwissenschaft. Redaktion Mathias Bertram. Directmedia Publishing, Berlin 1999, Digitale Bibliothek Band 19, ISBN 3-932544-24-2.